# Toécé (departamento)
Toécé é um departamento ou comuna da província de Bazèga no Burkina Faso. A sua capital é a cidade de Toécé.
Em 1 de julho de 2018 tinha uma população estimada em 41971 habitantes.